# ماري ميدغلي
ماري بياتريس ميدغلي (بالإنجليزية: Mary Midgley)‏ (واسم عائلتها قبل الزواج سكراتون، ولدت 13 سبتمبر عام 1919- توفيت 10 أكتوبر عام 2018) هي فيلسوفة بريطانية ومحاضرة في جامعة نيو كاسل، وكانت معروفة بأعمالها في مجال العلوم والأخلاقيات وحقوق الحيوان. كتبت أول كتبها عام (1978) بعنوان «الحيوان والإنسان» عندما كانت في الخمسينيات من عمرها، واستمرت في كتابة أكثر من 15 كتابًا تشمل الحيوانات وسبب اهميتها (1983) والفساد (1984) والرئيسيات الأخلاقية (1994) والتطور كدين (1985) والعلم كخلاص (1992)، كُرمَت بالدكتوراة الشرفية من جامعة درم وجامعة نيو كاسل، ونُشرَت سيرتها الذاتية عام 2005 تحت عنوان بومة مينرفا.
عارضت ميدغلي الاختزالية والعلموية بشدة إذ جادلت أن أي محاولات تجعل من العلم حلًا بديلًا للعلوم الإنسانية - هو أمر غير ملائم تمامًا، وكتبت باستفاضة عما يمكن أن يتعلمه الفلاسفة من الطبيعة، ومن الحيوانات بالأخص. ناقشت العديد من كتبها ومقالاتها الأفكار الفلسفية التي تنشر في مجلة بوبيولار ساينس والتي تشمل أفكار ريتشارد دوكنز. وكتبت أيضا لصالح التفسير الأخلاقي لفرضيات غايا. ووصفتها صحيفة الغارديان بالفيلسوفة المقاتلة بشراسة و «البلاء الأعظم في الحجة العلمية» بالمملكة المتحدة.

## مطلع حياتها
ولدت ميدغلي في لندن وهي ابنة لليزلي وتوماس سكروتون. والدها هو ابن للقاضي المرموق السير توماس إدوارد سكروتون، وكان كاهنًا في دولويش ثم أصبح قسيسًا لكنيسة كلية الملك بكامبريدج. نشأت ميدغلي في مدينة كامبريدج وغرين فورد وإيلينغ، وتلقت تعليمها في مدرسة داون هاوس في كولد أش في مدينة بيرك شاير، حيث طورت اهتماماتها بالكلاسيكيات والفلسفة: 
عرض علينا معلم صارم للكلاسيكيات أن يدَرِس لعدد قليل منا اليونانية، وكان ذلك في فترة زمنية محددة في جدولنا الزمني بطريقة ما. أحببنا ذلك وعملنا بحماس عليه، ما يعني أنه مع بذل الجهود من جميع الجوانب، كان من الممكن لنا أن نذهب إلى الكلية لدراسة الكلاسيكيات... قررت أن أقرأ الكلاسيكيات أكثر بدلًا من الأدب الإنجليزي -والذي كان الخيار الأول بالنسبة لي- لأن معلمتي لمادة الإنجليزية، فليباركها الرب، أشارت بأن الأدب الإنجليزي سيُقرَأ على أية حال، ولذلك من الأفضل دراسة شيء لن أقوم بقراءته. أخبرني أحدهم أيضًا أنه إذا درست الكلاسيكيات بجامعة أكسفورد، ستتمكنين أيضا من دراسة الفلسفة. لم أكن اعلم الكثير عن هذا ولكن عندما اكتشفت أفلاطون، لم أستطع مقاومة الأمر.
تلقت امتحان القبول في جامعة أكسفورد في خريف عام 1937، وحصلت على مكان في كلية سومرفيل. وقبل بداية حياة الجامعة أثناء ذلك العام، كان من المرتب أن تعيش في النمسا لمدة ثلاثة أشهر لتعلم اللغة الألمانية، ولكنها اضطرت إلي الرحيل حينها بعد مرور شهر بسبب تدهور الوضع السياسي في البلاد. درست ميدغلي في سومرفيل الاعتدال الشرفي وأدب الإنسان مع آيريس موردوك حتى تخرجت مع مرتبة الشرف من الدرجة الأولى.
العديد من صداقاتها الدائمة التي بدأت في أكسفورد كانت مع العلماء، ونسبت إليهم الفضل في تعليمها في العديد من التخصصات العلمية. بعد انشقاق جمعية العمل في أكسفورد بسبب أفعال الاتحاد السوفيتي، كانت ميدغلي عضوًا في لجنة الحزب الاشتراكي الديمقراطي المُنشأ حديثًا مع توني كروسلاند وروي جينكينز. وكتب ميدغلي أن حياتها المهنية قد تأثرت بأنه كان للنساء صوتًا أعلى في النقاشات في ذلك الوقت، وهذا بسبب مغادرة العديد من الشباب غير الخريجين بعد عام للقتال في الحرب العالمية الثانية: «أعتقد أن هذه التجربة لها علاقة بحقيقة أننا؛ إليزابيث (آنسكوم) وأنا و آيريس (موردوك) وفيليبا فوت وماري وارنوك قمنا جميعًا بحفر أسمائنا في الفلسفة... أعتقد أنه في الأوقات العادية يُهدر الكثير من التفكير الأنثوي فقط لأن لا أحد يستمع إليهن.»

## حياتها المهنية
غادرت ميدغلي أكسفورد عام 1942 وذهبت الي الخدمة المدنية، إذ إن «ظروف الحرب قد جعلت عمل الخريجين أمرًا غير واردًا.» عوضا عن ذلك، قضت بقية «فترة الحرب في القيام بالعديد من الأعمال التي تحمل أهمية وطنية».
أثناء تلك الفترة عملت ميدغلي معلمة أيضًا في مدرسة داوون ومدرسة بيدفورد. عادت إلي أكسفورد عام 1947 لعمل الدراسات العليا مع جيلبرت موراي. بدأت بالبحث في وجهة نظر أفلوطين عن الروح، والتي وصفتها بأنها «غير عصرية إطلاقًا وشاسعة لدرجة أنني لم أنهي أطروحتي». كتبت ميدغلي، استعادة لأحداث سابقة، عن اعتقادها بكونها «محظوظة» في عدم حصولها على لقب الدكتوراة. وتستطرد بأن أحد العيوب الأساسية في تدريب الدكتوراة هو أنه «بينما يوضح لك كيفية التعامل مع الحجج الصعبة، إلا أنه «لا يساعدك على فهم التساؤلات البارزة التي توفر سياقها - القضايا الأساسية التي تنبثق منها مشاكل صغيرة».
في عام 1949، ذهبت ميدغلي إلي جامعة ريدنغ للتدريس في قسم الفلسفة لمدة أربع فصول دراسية. وفي عام 1950 تزوجت من جيوفري ميدغلي (توفي عام 1997)، والذي كان أيضًا فيلسوفًا. انتقلا إلي مدينة نيو كاسل حيث تلقى زوجها وظيفة في قسم الفلسفة بجامعة نيو كاسل. توقفت ميدغلي عن التدريس لعدة سنوات وأنجبت أبنائها الثلاثة (توم وديفيد ومارتن)، قبل أن تحصل على وظيفة هي الأخرى بقسم الفلسفة بنيو كاسل حيث كانت هي وزوجها «محبوبين كثيرًا». درسًت ميدغلي هناك بين عامي 1962 و 1980. أثناء مكوثها في نيو كاسل، بدأت في دراسة علم السلوك الحيواني والذي قادها إلى كتابة أول كتبها، الحيوان والإنسان (1978)، والذي نشرته في سن الـ59 من عمرها. «لم أكتب أي كتاب حتى أتممت عمر الخمسين، وأنا سعيدة حقا بهذا لأن قبل ذلك لم أكن أعرف ما الذي كنت أفكر فيه».

## وفاتها
توفيت ميدغلي في العاشر من أكتوبر عام 2018 عن عمر يناهز 99 عامًا في ضاحية جيسموند القريبة من نيوكاسل أبون تاين.

## أفكارها ومحاججاتها

### وجهات نظرها إزاء الفلسفة والدين
ادعت ميدغلي بأن الفلسفة مثل أنابيب المياه، هي شيء لا يلاحظه أحدًا حتى يحدث شيء خاطئ. «ثم ندرك فجأة بعض الروائح الكريهة، وأن علينا أن نزيل تلك الألواح الأرضية وننظر إلى المفاهيم والأفكار الأكثر شيوعًا في التفكير. لاحظ الفلاسفة العظماء... مدى تدهور تلك الأشياء، ووضعوا مقترحات عن كيفية التعامل مع تلك المشاكل». وعلي الرغم من تربيتها الا أنها لم تعتنق المسيحية بنفسها، لأنها تقول «لم أستطع القيام بهذا. جربت أن أصلي ولكن هذا لم يجد نفعًا معي ولهذا قررت أن أتوقف بعد فترة. ولكن أعتقد أنها وجهة نظر معقولة تماما لرؤية للعالم «. تجادل أيضًا بعدم تجاهل الأديان الأخرى حول العالم ببساطة «اتضح أن الشرور التي أصابت الدين لا تقتصر عليه فقط، بل هي تلك التي تصيب أي مؤسسة بشرية ناجحة. وليس من الواضح حتى أن الدين ذاته شيء يمكن أو ينبغي أن يُعالَج منه الجنس البشري».
وقد وُصِف كتاب ميدغلي (الفساد) 1984 بأنه «الأقرب إلي مناقشة موضوع اللاهوت: مشكلة الشر.» ولكن، ميدغلي تناقش بأنه يجب علينا أولا فهم مدى قدرة البشر علي الفساد، بدلا من إلقاء اللوم على الإله. وتستطرد ميدغلي بأن الشر ينبع من جوانب الطبيعة البشرية، وليس من قوى خارجية. وتكمل بأن وجود الشر يأتي من غياب الخير، مع وصف الخير بالفضائل الإيجابية مثل الكرم والشجاعة والعطف. لذلك، الشر هو غياب تلك الصفات، ما يؤدي الي الأنانية والجبن وما شابه ذلك. ولذلك فهي تنتقد الوجودية والمدارس الفكرية الأخرى التي تعزز من «الإرادة العقلانية» كعامل حر. وتنتقد أيضًا الميل إلى شيطنة أولئك الذين يُعَدون أشرارًا، بعدم الاعتراف بأنهم يظهرون أيضا بعض أشكال الفضائل.

### غايا والفلسفة
كانت ميدغلي مؤيدة لفرضية غايا لجيمس لوفلوك. والذي كان جزءا من «شغفها الأساسي» بـ «إحياء تقديسنا للأرض» وصفت ميدغلي غايا أيضا بأنها «طفرة»، لأنها كانت المرة الأولى التي تحمل فيها نظرية مستمدة من قياسات علمية واجبًا أخلاقيًا ضمنيًا - وهو الحاجة إلي التصرف لمصالح هذا النظام الحي الذي نعتمد عليه جميعًا.
في عام 2001 أسست ميدغلي، مع ديفيد ميدغلي وتوم ويكفورد، شبكة غايا، وأصبحت هي أول رئيس لها. أدت اجتماعاتهم الدورية حول الآثار المترتبة على غايا إلي نشر كتاب (الواقعية الأرضية) في عام 2007 والذي حررته ميدغلي، وهدف هذا الكتاب إلي الجمع بين الجوانب العلمية والروحية لنظرية غايا.
كتيب ميدغلي عن ديموس غايا في عام 2001: الفكرة الكبيرة التالية التي تدافع عن أهمية فكرة غايا باعتبارها «أداة قوية «في العلوم والأخلاق وعلم النفس والسياسة، لكسب إدراك أكثر شمولية للعالم. عوضًا عن ذلك، ناقشت ميدغلي بأنه يجب علينا أن نتعلم كيفية تقدير قيمة الجوانب المختلفة لبيئتنا، وكيف نبني العلاقات الاجتماعية والمؤسسات حتى يجعلنا نقدر الحياة الاجتماعية والروحية، وكذلك العالم الطبيعي، مع الجوانب التجارية والاقتصادية.

## روابط خارجية
- ماري ميدغلي على موقع IMDb (الإنجليزية)
- ماري ميدغلي على موقع إن إن دي بي (الإنجليزية)